# Teodismo
El Teodismo (inglés antiguo: Þéodisc Geléafa que significa «creencia tribal») es una rama del etenismo nacido y difundido en América septentrional a partir de 1976, fundado por Gárman Lord. La religión teodista se presenta como un movimiento principalmente reconstruccionista de las religiones practicadas por las pueblos germánicos del norte de Europa antes de la expansión del Cristianismo.
Originalmente el teodismo se basaba principalmente en el paganismo anglosajón, pero con el tiempo se amplió a todas las congregaciones etenistas que basan sus creencias en las antiguas tradiciones de la tribus teutónicas, ambrones y cimbrios, es decir, normandos, sajones, frisones, jutos, godos, alemanes y escandinavos entre otros, así como todas las variantes del paganismo nórdico.

## Perfil
Existen notables diferencias entre Ásatrú practicado en los Estados Unidos y Escandinavia. Según Strmiska y Sigurvinsson (2005), los creyentes americanos tienen tendencia a una forma de adoración devocional y un concepto más emocional de los dioses que los practicantes escandinavos, lo que refleja un concepto espiritual altamente emotivo y un paralelismo con el cristianismo dominante en los Estados Unidos.:
Los paganos norteamericanos desean una relación más íntima con sus dioses <...>. Los asatruar islandeses, en contraste, enfocan su fe en la devoción a la herencia de su pasado cultural más que a los dioses en particular.
De hecho, algunos teodistas piensan que aun siendo un movimiento hermano de Ásatrú, tienen una identidad propia, no consideran su tendencia como una variante ásatrúar y defienden que ambas religiones tienen diferencias sustanciales. Como resumen:
Muchos ásatrúares se ven a sí mismos como gente del mundo moderno que practican el paganismo, los teodistas se refieren a sí mismos como paganos que viven en el mundo moderno.

## Similitudes y diferencias con Ásatrú
Ásatrú y Teodismo comparten el mismo panteón de Vanir y Æsir. Pero, desde el Teodismo, se usan los nombres propios anglosajones para las deidades, por ejemplo Woden en lugar de Odín o Ing en lugar de Frey. Así mismo, comparten los conceptos de honor, rituales con ofrendas, vínculo con los ancestros y buscar elementos en el folclore y la historia para recrear y entender el culto de una forma lo más cercana posible a lo que fue antaño. Ásatrú usa elementos del nórdico antiguo o alto alemán, mientras que el teodismo se decanta por el inglés antiguo y tras la suma de comunidades de origen germánico como jutos y frisones, también acepciones propias en sus respectivos idiomas.

### La Comunidad
El grupo es importante para ambas ramas, el kindred (kinðr) es para Ásatrú lo que el theod (þjóð) es para el Teodismo. La diferencia principal, no obstante, estriba que mientras un ásatrúar puede practicar su liturgia en solitario, los teodistas son tribales y la práctica es comunitaria. Los miembros de un theod crean vínculos entre ellos mediante obsequios y juramentos, y en la comunión de ese lazo se sustenta el mensaje compartido a los dioses. El individuo no es importante como tal, los ásatrúares tienen un godi que es un igual, mientras que los teodistas tienen un jerarca Hláford (masculino) o Hláfidge (femenino) por voluntad de los dioses y que recibe apoyo de un consejo consultor llamado Witan. Es una estructura jerarquizada en diferentes niveles o árungs (honores) siendo la comunidad la que decide los niveles de cada individuo. El jerarca en el teodismo es el catalizador entre la comunidad y los dioses.

### Principios
Un gran porcentaje de ásatrúares acepta las «nueve nobles virtudes» como código de conducta ética, frente a los tres wynns del teodismo:
- Sabiduría
- Generosidad
- Honor

### Blót
Los ceremoniales se ciñen estrictamente al concepto blót, es decir sacrificio y ofrenda de sangre, de la forma más fiel a las celebradas en la antigüedad.

### Thing
La igualdad, la democracia y libertad individual no son conceptos del teodismo. Mientras Ásatrú dispone de mecanismos de representación, decisión y gestión en el Thing y Althing, los teodistas carecen de algo similar y limitan el thing a una asamblea donde decretan las resoluciones a cumplir sin cuestionar la jerarquía.